# Benchmarking

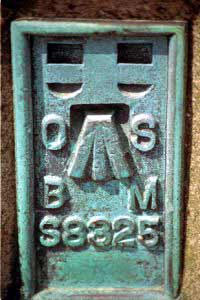
Benchmark no Yr Eifl trig point
O benchmark na lateral do pilar de triangulação (ponto trig.) em Yr Eifl, norte do País de Gales. Tirada por Chris Dixon em 2000.

Benchmarking consiste no processo de busca das melhores práticas de gestão da entidade numa determinada indústria e que conduzem ao desempenho superior. É visto como um processo positivo e através do qual uma empresa examina como outra realiza uma função específica a fim de melhorar a forma como realiza a mesma ou uma função semelhante. O processo de comparação do desempenho entre dois ou mais sistemas é chamado de benchmarking e as cargas usadas são chamadas de benchmarks.
O processo de benchmarking não se limita à simples identificação das melhores práticas; também contempla, por exemplo, a sua divulgação por intermédio das diversas técnicas de marketing.
O benchmarking traduz-se, então num processo através do qual se observa, aprende e melhora, podendo ser aplicado a qualquer área de atividade organizacional, desde o desenvolvimento estratégico (Watson, 1993) ao serviço do cliente e sua satisfação (Lepard e Molyneux, 1994), passando pelas operações (Shetty, 1993).
Não se poderá dizer que o benchmarking constitui o único meio que permite a melhoria, sendo apenas um dos instrumentos disponíveis para o efeito. A sua utilização tem como principal benefício a orientação da empresa para o exterior, na busca permanente de oportunidades de melhoria dos seus produtos e serviços, processos, custos e prazos, etc.
O termo benchmarking surge em meados da década de setenta do século XX, introduzido pela XEROX, tendo a ideia vindo a ganhar proeminência na literatura especializada desde então. A ASQ - American Society for Quality define benchmarking como o processo de medição e comparação contínua de uma organização relativamente às organizações líderes em qualquer parte do mundo, de modo a obter informação que ajude essa organização a empreender ações destinadas à melhoria da sua performance.
Nas palavras de David Todd Kearns, ex-CEO da Xerox, benchmarking é o contínuo processo de medição de produtos, serviços e práticas, de modo a confrontar os resultados com os dos concorrentes mais fortes ou com os daqueles que são considerados líderes da indústria.

## Evolução histórica
A necessidade de avaliar o desempenho das empresas de forma comparativa e sistemática, procurando identificar e atuar nos fatores de sucesso e de insucesso, fez com que se desenvolvesse uma nova ferramenta de gestão (metodologia) conhecida por Benchmarking.
Inicialmente, é nos EUA que o benchmarking ganha expressão, individualidade e notoriedade, atribuindo-se à Rank Xerox Corporation o pioneirismo na introdução da prática de Benchmarking.
Posteriormente, outras organizações destacaram-se ao aplicar com sucesso o Benchmarking, entre as quais destacamos: Ford Motor Company, Alcoa, Millken, AT&T, IBM, Johnson & Johnson, Kodak, Motorola e Texas Instruments, tornando-se quase obrigatório para qualquer organização que deseja melhorar os seus produtos, serviços, processos e resultados.
Do Benchmarking, podem beneficiar as empresas, independentemente da dimensão, dos seguintes sectores de actividade (comércio; indústria; prestação de serviços às empresas; construção; logística e transportes, ou seja, aplica-se a quase todas as empresas) ou entidades da envolvente empresarial, como ferramenta de apoio ao aconselhamento às empresas suas clientes.

## Definições
De todas as definições encontradas para benchmarking, destacam-se duas:
1. O benchmarking é um dos mais úteis instrumentos de gestão para melhorar o desempenho das empresas e conquistar a superioridade em relação à concorrência. Baseia-se na aprendizagem das melhores experiências de empresas similares e ajuda a explicar todo o processo que envolve uma excelente "performance" empresarial. A essência desse instrumento parte do princípio de que nenhuma empresa é a melhor em tudo, o que implica reconhecer que existe no mercado quem faz melhor do que nós. Habitualmente, um processo de benchmarking arranca quando se constata que a empresa está a diminuir a sua rentabilidade. Quando a aprendizagem resultante de um processo de benchmarking é aplicada de forma correcta, ocorre melhoria de desempenho em situações críticas no seio de uma empresa.[2]
2. A segunda definição, mais sintética mas igualmente objectiva, enuncia que benchmarking é o processo contínuo e sistemático que permite a comparação das performances das organizações e respectivas funções ou processos face ao que é considerado "o melhor nível", visando não apenas a equiparação dos níveis de performance mas também a sua superação.[3]

## Os princípios do benchmarking

### Sistemático
O Benchmarking não é um método aleatório de recolher informação, mas trata-se de um processo sistemático estruturado etapa a etapa, com o objetivo de avaliar os métodos de trabalho no mercado.
Os outputs deste processo proporcionam às empresas comparar os seus produtos, serviços e métodos de trabalho com os das organizações representantes das melhores práticas.
É um processo gerencial permanente, que requer atualização constante da coleta e análise cuidadosa daquilo que há de melhor externamente em práticas e desempenho para as funções de tomada de decisões e de comunicações em todos os níveis da empresa. Um processo que obriga ao teste constante das ações internas em relação aos padrões externos das práticas da indústria.
É um processo de descoberta e de uma experiência de aprendizagem. Exige a identificação das melhores práticas e a projeção do desempenho futuro.
A ideia por trás do benchmarking é de que ninguém é melhor em tudo. Então, "copiar" modelos de outras empresas significa "economizar" tempo e trabalho.
Por definição, as "cópias" nunca serão iguais. Haverá sempre ajustes, adaptação e aprimoramentos, o que garante a "evolução" da ideia original.

## Vantagens e desvantagens do Benchmarking
O Benchmarking é um dos mais úteis instrumentos de gestão para melhorar o desempenho das empresas e conquistar a superioridade em relação à concorrência, e não só a concorrência. Pode também ser aplicado em ideias ou conceitos de empresas de ramos diferentes, como uma empresa do segmento de alimentos pode fazer uso desta ferramenta com base na análise de uma empresa de embalagens por exemplo; a ferramenta tem inúmeras e infinitas aplicações. Baseia-se na aprendizagem das melhores experiências de empresas similares e ajuda a explicar todo o processo que envolve uma excelente performance empresarial.
Este instrumento parte do princípio de que nenhuma empresa é a melhor em tudo, o que implica reconhecer que existe, no mercado, quem faz melhor do que nós. Habitualmente, um processo de Benchmarking é impulsionado quando se constata que a empresa está a diminuir a sua rentabilidade. Quando a aprendizagem resultante de um processo de Benchmarking é aplicada de forma correta, facilita a melhoria do desempenho em situações críticas no seio de uma empresa.
Benchmarking, portanto, é:
- um processo contínuo e estruturado;
- uma procura que fornece informação valiosa;
- um processo de aprendizagem;
- um leque de oportunidades;
- uma análise aos processos; e
- uma ferramenta de gestão, aplicável aos processos da empresa.

Sendo assim, Benchmarking não é:
- um ato isolado;
- um livro de receitas;
- uma cópia ou uma imitação;
- uma reinvenção;
- uma constatação de fatos; e
- uma moda de gestão.

As vantagens da análise de Benchmarking são, sem dúvida, mais numerosas que as desvantagens. Quer as pessoas, quer as empresas, todos gostam de ser como os melhores. E o Benchmarking é, precisamente, “espreitar” os melhores para ser como eles ou superá-los. Como vantagens, podem-se identificar as seguintes:
- introduzir novos conceitos de avaliação;
- melhorar o conhecimento da própria organização;
- identificar e priorizar as áreas que devem ser objeto de melhorias;
- estabelecer objetivos viáveis e realistas;
- criar critério de prioridade no planeamento;
- favorecer um melhor conhecimento dos concorrentes e do nível competitivo do mercado;
- permitir uma maior eficácia na orientação para os clientes ao identificar os fatores críticos de sucesso internos na sua satisfação; e
- aprender com os melhores.

No entanto, deve-se ter em conta que:
- por um lado, existem inúmeras empresas que negam ou distorcem os dados, apesar do Código de Conduta que se comprometem a respeitar, precisamente devido ao fato de que não querem que outras atinjam os patamares de excelência financeira, operacional, logística, social, ambiental etc., porque, se os atingirem, terão mais um concorrente no mercado com as mesmas ferramentas; e
- por outro lado, existem empresas que invejam os indicadores de outras com dimensão diferente, ou que atuam num mercado em que não é o mesmo, comparando o que não é comparável. Por vezes, essa tática se mostra errada e prejudicial para a própria empresa.

## Tipos de Benchmarking

### Benchmarking competitivo
Caracteriza-se por ter como alvo específico as práticas dos concorrentes. Na prática, é o menos usual, uma vez que é quase impossível que as empresas se prestem a facilitar acesso a dados que estão ligados diretamente com a sua atividade à concorrência. Por isso, é necessário, muitas vezes, contratar uma consultoria externa para obter informações sobre o Benchmarking Competitivo. Um método recomendado para obter as informações dos concorrentes é a utilização de "cliente oculto".
Além disso, tem como objetivo atividades similares em diferentes locais, departamentos, unidades operacionais, países etc.

### Benchmarking interno
A procura pelas melhores práticas ocorre dentro da própria organização em unidades diferentes (outros departamentos, sedes etc.). Tem como vantagens a facilidade para se obter parcerias, custos mais baixos e a valorização pessoal interna. A grande desvantagem é que as práticas estarão sempre impregnadas com os mesmos paradigmas. Este é o tipo mais utilizado.

### Benchmarking funcional
Ocorre quando o Benchmarking é baseado num processo que atravessa várias funções da organização e pode ser encontrado na maioria das empresas do mesmo porte, como, por exemplo, o processo desde a entrada de um pedido até a entrega do produto final ao cliente. É neste tipo de Benchmarking que encontramos a maioria dos exemplos práticos e em que as empresas estão mais dispostas a colaborar e a ser mais transparentes.
As empresas sob pesquisa geralmente são de ramos distintos, mas têm técnicas que podem ser colocadas em prática em qualquer organização. Exemplo: estocagem de produto.
Benchmarking Genérico: as empresas têm função ou processos empresariais semelhantes, mas não produzem o mesmo produto. Exemplo: analisar o passo-a-passo desde a compra do cliente até a entrega do produto a ele. 

## Conceito
Benchmarking é uma técnica que consiste em acompanhar processos de organizações concorrentes ou não, que sejam reconhecidas como representantes das melhores práticas administrativas. É um processo de pesquisa, contínuo e sistemático, para avaliar produtos, serviços e métodos de trabalho, com o propósito de melhoramento organizacional, procurando a superioridade competitiva.
Em outras palavras, benchmarking consiste na busca de melhores práticas de administração, como forma de ganhar vantagens competitivas. Ele faz uso de pontos de referências que já existem e funcionam bem, em vez de criar algo novo.
O Benchmarking é uma das mais antigas ferramentas de gestão. O seu propósito é estimular e facilitar as mudanças organizacionais e melhorar o desempenho das organizações por meio de um processo de aprendizagem. Isto é feito de duas maneiras:
1 – identificando resultados excelentes, geralmente mensurados por meio de métricas ou indicadores. Tais resultados servem de estímulo para os esforços de melhoria e dão uma garantia de que, por intermédio de esforços inteligentes, tais resultados poderão ser igualados.
2 – identificando as chamadas melhores práticas que, geralmente com alguma adaptação à cultura e às peculiaridades da organização, podem servir de referência a uma mudança que leve a melhores resultados.
O objetivo principal de se fazer benchmarking é implementar mudanças que levem a melhorias significativas nos produtos e processos da organização e, consequentemente, nos seus resultados. Qualquer organização, pública ou privada, com ou sem fins lucrativos, de qualquer setor ou porte, pode utilizar o benchmarking para entender e melhorar os seus processos [2].
O benchmarking é uma das formas mais eficazes de se estabelecer metas e tem um efeito motivacional grande junto às equipes.

## O processo deBenchmarking
Benchmarking tem, em geral, cinco fases: planejamento, levantamento de dados, análise, adaptação e implementação. Mas a metodologia mais detalhada, descrita por CAMP (1998), apresenta as seguintes etapas:
1. identificar empresas comparativas;
2. definir método e recolher dados;
3. determinar a lacuna de desempenho;
4. projetar níveis de desempenho futuro e obter aceitação;
5. estabelecer metas funcionais;
6. desenvolver planos de ação;
7. implementar ações específicas e monitorar progressos; e
8. recalibrar marcos de referência.

Uma metodologia prática e eficaz de benchmarking pode ser encontrada nas Referências [2].
De acordo com a pesquisa Management Tools & Trends 2005, feita pela Bain & Company , o benchmarking é a terceira ferramenta de gestão mais usada pelas empresas ().

## Benchmark
Enquanto o benchmarking é o processo de identificação de referenciais de excelência, o benchmark é o referencial de excelência em si. A origem desse termo parece estar nas marcas de referência usadas nas medições topográficas.

## Histórico
Pode-se dizer que o processo benchmarking foi inserido no ambiente de negócios pela Xerox, que o definiu como "o processo contínuo para medir os nossos produtos, serviços e práticas com os mais fortes concorrentes ou com as companhias reconhecidas como líderes da indústria".

## Metodologia de implementação de um processo debenchmarking
O processo de implementação está dividido em cinco fases, que por sua vez, estão subdivididas em atividades e estas em tarefas. As cinco fases desse processo são:
1) Planejamento
- Identificação do item
- Obtenção do apoio da Direção
- Desenvolvimento do sistema de medida
- Desenvolvimento do plano de coleta de informação
- Revisão dos planos
- Caracterização do item

2) Coleta interna de informação
- Coleta e Análise de Informação Publicada Internamente
- Seleção de potenciais parceiros internos
- Caracterização do item em cada parceiro
- Coleta Interna de Dados
- Realização de visitas aos parceiros

3) Coleta externa de informação
Como já foi dito, as atividades constituintes desta fase são uma repetição das descritas na fase anterior e estão divididas, para efeitos de concepção, em duas grandes atividades:
- Coleta de informação publicada externamente
- Coleta de dados externos

4) Melhoria do desempenho do item
Esta fase não é mais do que decidir quais as melhores práticas a aplicar. Sua metodologia de implementação é crítica, pois requer análises muito cuidadosas de grande quantidade de informação recolhida, bem como a interpretação dos elementos no contexto da organização. Assim, ela envolve:
- Identificação das Ações Corretivas
- Desenvolvimento do Plano de Implementação
- Obtenção da Aprovação da Solução
- Implementação e Verificação da Solução

5) Melhoria contínua
Nesta altura, após terem sido alcançados os objetivos a que se propusera, a organização tem duas alternativas: (i) direcionar os esforços para a melhoria de outro item e nada fazer pelo primeiro ou (ii) continuar a trabalhar na melhoria do desempenho do item.
Quando se abandonam os esforços de melhoria contínua, o melhor que se pode acontecer é o desempenho se manter estável. No entanto, as organizações concorrentes poderão continuar a trabalhar em melhoria contínua, o que vai provocar, num futuro próximo, um novo desvio negativo no desempenho do item. É claro que é preferível continuar os esforços de melhoria do item, e, para tal, deverão ser realizadas duas atividades:
- manutenção da base de dados; e
- implementação da melhoria contínua do desempenho.